# Слаковци
Слаковци су село у западном Срему, у општини Стари Јанковци, Вуковарско-сремска жупанија, Република Хрватска.

## Историја
До успостављања нове територијалне организације у Хрватској, Слаковци су припадали бившој општини Винковци.

## Становништво
На попису становништва 2011. године, Слаковци су имали 958 становника.

## Попис 1991.
На попису становништва 1991. године, насељено место Слаковци је имало 1.493 становника, следећег националног састава:
| Попис 1991.‍   | Попис 1991.‍  | Попис 1991.‍ | Попис 1991.‍ | Попис 1991.‍ |
| ------------- | ------------ | ----------- | ----------- | ----------- |
|               |              |             |             |             |
| Хрвати        | Хрвати       |             | 1.456       | 97,52%      |
| Срби          | Срби         |             | 7           | 0,46%       |
| Албанци       | Албанци      |             | 3           | 0,20%       |
| Мађари        | Мађари       |             | 2           | 0,13%       |
| Италијани     | Италијани    |             | 1           | 0,06%       |
| Немци         | Немци        |             | 1           | 0,06%       |
| Пољаци        | Пољаци       |             | 1           | 0,06%       |
| Словенци      | Словенци     |             | 1           | 0,06%       |
| неопредељени  | неопредељени |             | 1           | 0,06%       |
| непознато     | непознато    |             | 20          | 1,33%       |
| укупно: 1.493 |              |             |             |             |